# The Book of All Skies
The Book of All Skies (deutsch Das Buch aller Himmel) ist ein Science-Fiction-Roman des australischen Schriftstellers Greg Egan, veröffentlicht im Jahr 2021. Der Roman beschreibt eine Welt mit einer nicht einfach zusammenhängenden Topologie etwa von der Form einer Spirale, deren Natur von den Bewohnern erforscht wird, was ebenfalls zur Untersuchung ihrer eigenen Geschichte wird.

## Handlung
Del lebt in einer Welt, in welcher eine Schleife um dessen Zentrum mit Überschreitung eines Übergangs an ihrem Ende nicht zum Ausgangspunkt zurückführt, sondern in ein neues Segment mit einem neuen Himmel. (Auf dem Cover wird dies mit einer Spirale verdeutlicht, welche etwa in der Mathematik tatsächlich als Riemannschen Fläche des Logarithmus auftritt.) Alle Himmel wurden von der alten Zivilisation der Tolleaner im titelgebenden Buch aller Himmel aufgezeichnet, welches von Del und anderen Archäologen in ein Museum in ihrer Heimatstadt Apasa gebracht werden soll. Nachts stiehlt Orsino das Buch und wird von Del über mehrere Schleifen gejagt. Orsino enthüllt, von jemand anderem mehr Geld zu bekommen, und kann Del durch Verletzung ihres Knies mit einem geworfenen Stein abschütteln. In Apasa wird daraufhin keine Belohnung für die Festnahme geboten, um Orsino und seinen Auftraggebern keine Befriedigung zu gönnen, sondern das Geld lieber für eine eigene Kartographierung der Himmel aufgewendet. Del schließt sich einer Expedition an, welche zum letzten Übergang aufbricht, nach welchem sich nur eine Leere befindet. Messungen der Gravitation haben jedoch ergeben, dass sich Land jenseits der Leere befinden muss. Eine über die Leere gebaute Brücke bricht zusammen, wodurch Del und Imogen auf der anderen Seite von ihrer Gruppe abgeschnitten werden. Beide treffen auf die Einwohner der anderen Seite und lernen ihre Sprache sowie über die neue als Jierra bekannte Welt, welche um einen Stern kreist. Del und Imogen sind mit vielen Konzepten wie etwa Tagen oder Jahren nicht vertraut, da die Übergänge in totaler Dunkelheit liegen und sich bei ihnen daher eine Infrarotsicht evolutionär entwickelt hat. Sie lernen von den Einwohnern, dass die Übergänge auf Alt-Jierra als Alternative für interstellare Reisen künstlich entwickelt worden sind, um mehr Lebensraum zu bieten. Eine fatale Katastrophe, welche auch Alt-Jierra zerstörte, flutete diese anschließend mit Lava, wodurch die Einwohner darin von der Außenwelt abgeschnitten wurden. Überlebende, welche bereits andere Welten in ihrem System wie Marrikh kolonialisiert hatten, kehrten erst später nach Jierra zurück. Subtile Hinweise wie etwa die rote Farbe von Marrikh oder ein Gasriese mit vier großen Monden im System enthüllen, dass die Geschichte tatsächlich die Zukunft der Menschheit ist, welche nun auf Terra und Mars lebt. Del und Imogen kehren mithilfe von drei von den Einwohnern von Jierra gebauten Ballonen in die Übergänge zurück. Da sie bei der Landung als Bedrohung gesehen werden, werden sie geschossen, doch können noch unbeschadet landen. Del jagt anschließend wieder einen Verräter, der ihre Mission durch Einsturz der Brücke sabotiert hat und wohl von der gleichen Gruppe wie Orsino ist, welche scheinbar den erneuten Kontakt der beiden Teile der Menschheit verhindern will. Sie gibt daraufhin stolz bekannt, dass es nicht länger eine Trennung geben wird.

## Kritik
Russell Letson schreibt im Locus Magazine, dass zwei verschiedene Greg Egans am Werk sind: Einer für die arkanen gehirnverdrehenden topologisch-mathematischen Schemata und einer für die akribischen Ermittlungen ethischer, sozialer und psychologischer Fragen. Beide sind systematisch, unerbittlich und furchtlos in diesen Themen. („two Egans here, one a deviser of arcane, brain-twisting topological-mathematical schemes, and one a meticulous investigator of ethical, social, and psychological questions. Both are systematic, relentless, and fearless in these pursuits“) Er vergleicht den Roman mit den Novellen Dispersion und Phoresis (erschienen in der Sammlung Phoresis and Other Journeys), in welchen Menschen ebenfalls versuchen, die Natur ihrer Welt zu verstehen („people struggling to understand and deal with their world’s “nature”“). Wieder einmal kommen dabei die Lösungen von Vernunft, Strenge, Beharrlichkeit, Mut und Vertrauen anstatt von Konkurrenzkampf oder Gewalt. Moralisches Drama ersetzt Melodrama, wodurch nicht nur die Wissenschaft in diesen Geschichten schwierig ist. („the solutions emerge from reason, rigor, persistence, courage, and trust rather than competition or violence. Moral drama replaces melodrama. It’s not only the science that’s hard in these stories.“)
Emma Rayward schreibt im Sydney Review of Science Fiction, dass das Hier und Jetzt im Roman präsent seien („the here and now is present“). Jedoch schreibe Greg Egan nicht von einer sozialrealistischen Perspektive der australischen Grenzpolitik und seinen sich daraus ergebenden persönlichen Erfahrungen mit der Arbeit mit Flüchtenden, da wie er selbst sagt, die Science-Fiction oft zu offensichtlich in ihrem Symbolismus sei und „verschwendet sei, wenn sie nur dafür benutzt wird, Metaphern für bekannte Dinge zu produzieren, was sei wie ein Mikroskop mit einem Briefbeschwerer zu verwechseln“ („is not writing a social realist narrative on Australia’s border policy and his subsequent experiences of working with refugees; as he says, science fiction is not often so intentionally obvious in its symbolism and ‘is wasted when it’s used simply to crank out metaphors for familiar things; that’s like mistaking a microscope for a paperweight’“). Die zentrale Struktur des Romans, nämlich die Zusammenführung zweier einstiger Enklaven, kann in die utopische Science-Fiction zurückverfolgt werden, etwa zu The Dispossessed: An Ambiguous Utopia von Ursula K. Le Guin aus dem Jahr 1974 oder Woman on the Edge of Time Marge Piercy aus dem Jahr 1976. („This narrative structure – where two once-enclaves are opened up, intentionally or not, to exchange – can be traced to utopian science fiction, such as Ursula K. Le Guin’s The Dispossessed: An Ambiguous Utopia (1974) and Marge Piercy’s Woman on the Edge of Time (1976).“) Dadurch, dass zentrale Fragen über den Diebstahl des Buches oder die Zerstörung des Bergpfades oder der Brücke offen gelassen werden, lädt Greg Egan ein, das spekulative Spiel fortzusetzen („Egan invites the reader to continue the speculative game“).